# Robert Aron
Robert Aron (1898-1975) fue un escritor e historiador francés.

## Biografía
Nacido el 25 de mayo de 1898 en Le Vésinet, en su juventud estuvo próximo al grupo de los surrealistas. En la década de 1920 fue uno de los fundadores del Théâtre Alfred Jarry. Fue autor de varios ensayos junto a Arnaud Dandieu, entre ellos Décadence de la Nation française y Le Cancer américain (1931). Entre sus publicaciones se encuentran también títulos como Histoire de Vichy (1954), Histoire de la libération de la France (1959), Histoire de Dieu. Le Dieu des origines. Des cavernes au Sinaï (1964) y Léopold III - Ou Le choix impossible (1977). Falleció en 1975.